# Pista olimpica di Igls

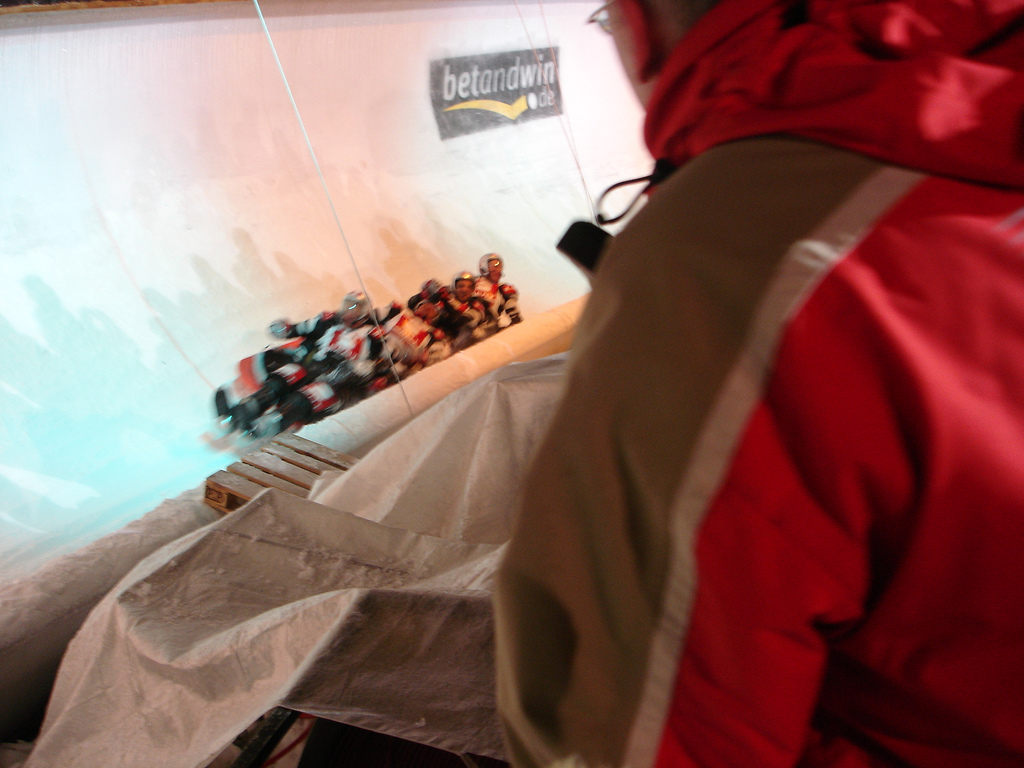
Corsa di wok a quattro ai Campionati del mondo 2006 tenutisi sulla pista. Il tedesco Georg Hackl è tra i quattro in pista.

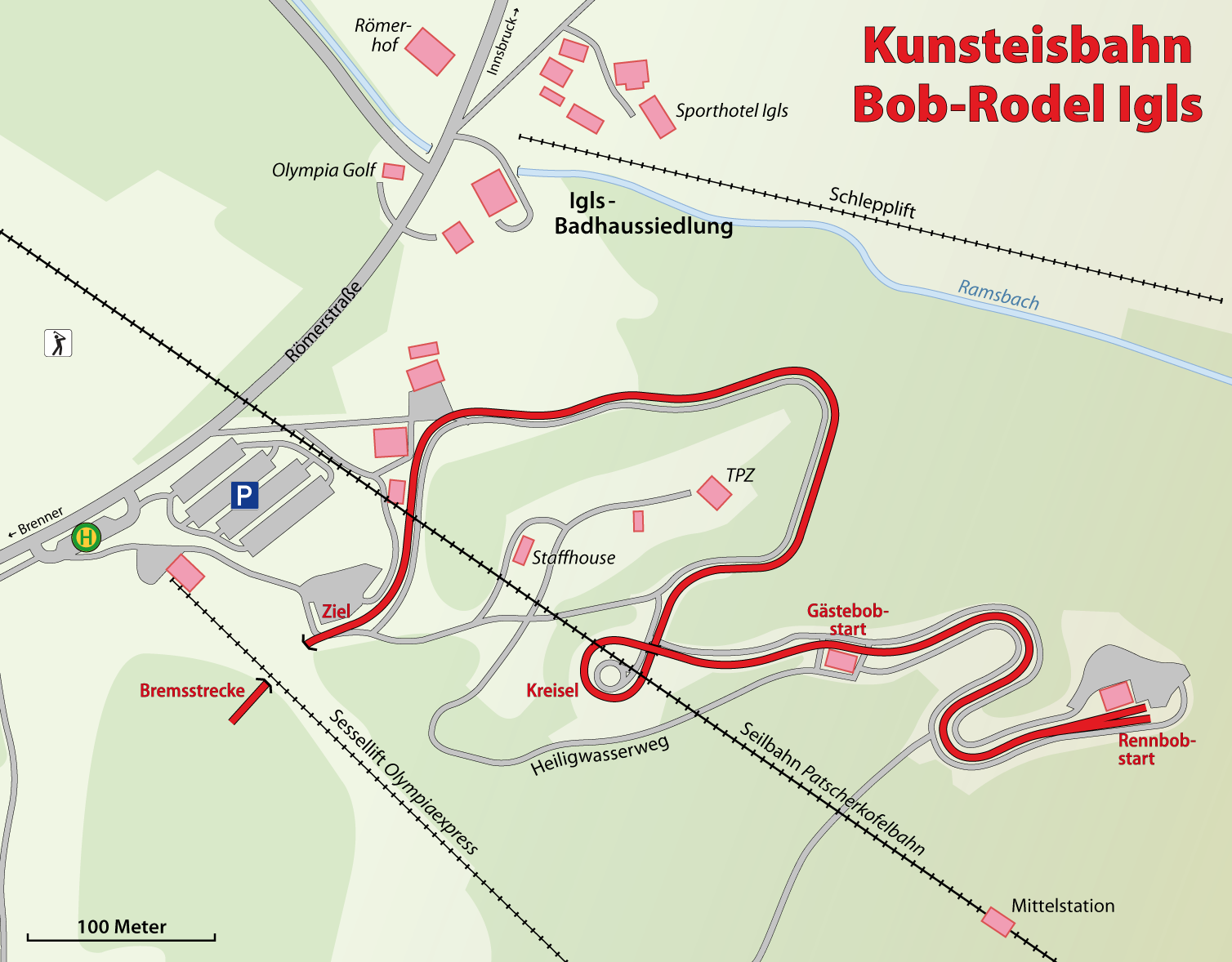
Mappa del tracciato

La pista olimpica di Igls (in tedesco: Olympia Eiskanal Igls) è un impianto sportivo per la pratica di bob, slittino e skeleton situato a Igls, a sud-est di Innsbruck, in Austria. Ha ospitato le gare delle Olimpiadi del 1964 e del 1976.
La versione più recente della pista è stata completata nel 1975 ed è stata la prima pista permanente a refrigerazione artificiale, che funge da modello per altre piste del suo genere in tutto il mondo. Nel 2012 ha ospitato le gare di bob, slittino e skeleton per i I Giochi olimpici giovanili invernali.

## Storia
Igls ospitò la gara a due dei Campionati mondiali di bob 1935 quando la pista correva da Römerstrasses alla stazione ferroviaria a valle del Patscherkofel. Durante la gara si verificarono diversi incidenti mortali alla curva di arrivo, causando la chiusura temporanea della pista fino all'introduzione delle misure di sicurezza. Nel 1960, Innsbruck ottenne l'assegnazione dei IX Giochi olimpici invernali del 1964, portando alla costruzione di piste separate per bob e slittino per i giochi. La costruzione della pista iniziò nel settembre 1961 e fu ufficialmente completata nel luglio 1963 a seguito di corse di prova di entrambe le piste, in cui si registrarono venti atleti feriti durante i Campionati del mondo FIBT del 1963 sulla pista di bob. Prima dell'inizio delle Olimpiadi invernali del 1964, lo slittinista britannico Kazimierz Kay-Skrzypeski rimase ucciso in una corsa di allenamento sul percorso di slittino.
Quando la città statunitense di Denver si ritirò nel 1972 dopo aver vinto l'assegnazione delle Olimpiadi invernali 1976 per motivi finanziari, il Comitato Olimpico Internazionale offrì i giochi alla città seconda classificata Whistler in Canada (a nord-est di Vancouver), ma venne rifiutata sulla scia delle elezioni provinciali nel 1972. Di conseguenza, il CIO riassegnò i giochi a Innsbruck. La costruzione di una nuova pista combinata venne avviata nel 1973 sotto gli auspici della Federazione internazionale di bob e slittino (FIBT) e della Federazione internazionale di slittino (FIL) e completata l'anno successivo. La pista fu elogiata dalla FIL durante i test nel 1975 e si rivelò di un tale successo che nel 1977 venne promossa con la FIBT e la FIL la costituzione di una commissione per la costruzione di piste combinate, tuttora esistente. Alla pista fu aggiunto un ristorante ed è stata ampliata nel 1981. Nel 1990-1991, la casa di partenza delle donne alla quinta curva è stata rinnovata e il tratto di arrivo è stato ampliato nel 1998. La pista faceva parte dell'OlympiaWorld-Innsbruck nel 2004, anno in cui è stato effettuato un restauro generale sul guscio di cemento. Oggi funge da struttura di allenamento per i nuovi bob e gli skeleton. Ha ospitato gli eventi di bob, slittino e skeleton per le Olimpiadi invernali della gioventù del 2012.

## Statistiche
| Sport                                            | Lunghezza della pista (metri) | Numero di curve | Grado |
| ------------------------------------------------ | ----------------------------- | --------------- | ----- |
| Bob, skeleton e slittino - singolo maschile      | 1270                          | 14              | 14    |
| Slittino - singolare femminile e doppio maschile | 870                           | 10              | 8,5%  |

La pista ha un dislivello di 98,1 metri.
La pista di bob delle olimpiadi del 1964, progettata dall'ex bobbista e slittinista Paul Aste, consisteva di 14 curve con una lunghezza totale di 1506.36 metri, un dislivello di 138 metri, e un grado di pendenza massimo di 14,04%. 
| Numero di curva | Nome (tedesco) | Nome tradotto          |
| --------------- | -------------- | ---------------------- |
| 1.              | Startkurve     | "Inizio curva"         |
| 2., 3.          | Hohes S        | Curve ad "S alta"      |
| 4.              | Stützenkurve   | "Curva di supporto"    |
| 5.              | Höcker         | Curva "picco"          |
| 6.              | Fuchsloch      | "tana di volpe"        |
| 7.              | Hohle Gasses   | "Strada vuota"         |
| 8.              | Schanze        | "Scavare"              |
| 9.              | Hexenkessel    | "pentola della strega" |
| 10. - 11.       | Nadelöhr S     | Curve a S "a cruna"    |
| 12.             | Burlepautz     |                        |
| 13.             | Weckauf        | "Svegliati"            |
| 14.             | Zielkurve      | "Fine curva"           |

La pista di slittino delle Olimpiadi 1964, progettata anch'essa da Paul Aste, consisteva di 18 curve, con una lunghezza totale di 1063.76 metri per gli uomini singoli e un dislivello di 113,20 metri, e un grado di pendenza massimo di 18,18%. Per il singolo femminile e il doppio maschile la lunghezza era di 910,00 metri con un dislivello di 86,27 metri
| Numero di turno | Nome (tedesco) | Nome tradotto                                                  |
| --------------- | -------------- | -------------------------------------------------------------- |
| 1.              | Startkurve     |                                                                |
| 2., 3.          | Labirinth      | Due curve in rapida successione senza rettilineo ( labirinto ) |
| 4.              | Waldkurve      | "curva di legno"                                               |
| 5.              | Stoßwand       | "Muro d'impatto"                                               |
| 6.              | Gletscherblick | "vista sul ghiacciaio"                                         |
| 7.              | Hängematte     | "Amaca"                                                        |
| 8.              | Wasserschlupf  | "scivolo d'acqua"                                              |
| 9.              | Lungomare      | "Lungomare"                                                    |
| 10.             | Fuchsloch      | Tana di volpe                                                  |
| 11.             | Koflkehre      | spazzata di Kolf                                               |
| 12.             | Schoß          | "Sparo"                                                        |
| 13. - 14.       | Mausfalle      | "Trappola per topi"                                            |
| 15.             | Olympiakurve   | "Curva olimpica"                                               |
| 16.             | Wassertrog     | "Abbeveratoio"                                                 |
| 17.             | Zielgerade     | "Tratto d'arrivo"                                              |
| 18.             | Zielkurve      | "Curva d'arrivo"                                               |

Le curve 1–3, 8-10, 14 e 15 non hanno nomi elencati nel diagramma della pista.
| Sport                        | Record    | Nazione - atleta/i                | Data             | Tempo (secondi) |
| ---------------------------- | --------- | --------------------------------- | ---------------- | --------------- |
| Bob a due donne              | Partenza  | Kaillie Humphries e Heather Moyse | 22 gennaio 2010  | 5.50            |
| Bob a due donne              | Tracciato | Shauna Rohbock e Michelle Rzepka  | 22 gennaio 2010  | 53.47           |
| Slittino - singolo maschile  | Partenza  | Johannes Ludwig                   | 29 novembre 2009 | 3.865           |
| Slittino - singolo maschile  | Tracciato | David Möller                      | 29 novembre 2008 | 48.533          |
| Slittino - singolo femminile | Partenza  | Tatjana Hüfner                    | 28 novembre 2009 | 2.003           |
| Slittino - singolo femminile | Tracciato | Natalie Geisenberger              | 28 novembre 2009 | 39.569          |
| Slittino - doppio maschile   | Partenza  | Markus Schiegl e Tobias Schiegl   | 29 novembre 2008 | 1.927           |
| Slittino - doppio maschile   | Tracciato | Patric Leitner e Alexander Resch  | 28 novembre 2009 | 39.278          |
| Skeleton - uomini            | Tracciato | Martins Dukurs                    | 3 dicembre 2011  | 52.69           |
| Skeleton - donne             | Partenza  | Courtney Yamada - Amy Williams    | 12 dicembre 2008 | 5.33            |
| Skeleton - donne             | Tracciato | Shelley Rudman                    | 12 dicembre 2008 | 54.65           |

## Campionati ospitati
- Olimpiadi invernali del 1964
- Olimpiadi invernali 1976
- Olimpiadi Invernali Giovanili 2012
- Campionati del mondo FIBT : 1935 (due uomini), 1963,[3] 1991 (scheletro maschile), 1993 (bob), 2000 (scheletro), 2016[14]
- FIL Campionati Europei di Slittino : 1990[15]
- Campionati mondiali di slittino FIL :[16] 1977, 1987, 1997, 2007, 2017